# Edelsteingraveur
Der Edelsteingraveur ist ein deutscher, staatlich anerkannter Ausbildungsberuf nach Berufsbildungsgesetz und Handwerksordnung.

## Ausbildungsdauer und Struktur
Die Ausbildungszeit zum Edelsteingraveur beträgt in der Regel drei Jahre. Die Ausbildung erfolgt an den Lernorten Betrieb und Berufsschule. Es handelt sich um einen Monoberuf.

## Arbeitsgebiete
Edelsteingraveure arbeiten in der Schmuckindustrie sowie bei Juwelieren. Sie gravieren die  Edelsteine mit verschiedenen Techniken, bereiten Steine für die Gravur vor, trennen und formen sie. Sie bearbeiten aber auch bereits gravierte Steine nach, etwa durch Polieren, Fetten und Lackieren.
Für die Bearbeitung von Diamanten gibt es einen eigenständigen Beruf, den Diamantschleifer mit dem Schwerpunkt Schmuckdiamanten.